# Everard Im Thurn

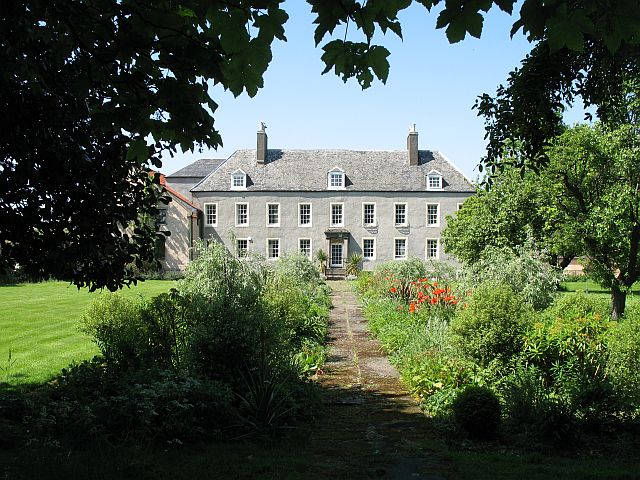
Altersruhesitz: Cockenzie House

Sir Everard Ferdinand Im Thurn KCMG, KBE, CB (* 9. Mai 1852 auf Gut Kingswood House, Sydenham (heute zu London); † 9. Oktober 1932 auf seinem Landsitz Cockenzie House, Cockenzie, East Lothian in Schottland) war ein schweizstämmiger, britischer Forscher, Botaniker und Entdecker. Sein botanisches Autorenkürzel lautet Thurn.

## Leben
Er entstammte der Schaffhauser Adelsfamilie Im Thurn, sein Vater war der Kaufmann Johann Conrad im Thurn (1809–1882). Seine Schulbildung erhielt er in Royal Tunbridge Wells, später in Wiltshire und von 1865 bis 1870 im Marlborough College. Hier schrieb er auch (1870) sein erstes Buch, Birds of Marlborough. Im November 1871 immatrikulierte er sich im Exeter College an der Universität Oxford. 
Von 1877 bis 1882 war Sir Everard Im Thurn Kurator des British Guyana Museum in Georgetown. 1884 gelang ihm als erstem die Besteigung des Roraima-Tepui, des höchsten Tafelbergs der Welt. 1904 wurde er Gouverneur der Fidschi-Inseln.
Neben seinen wissenschaftlichen Arbeiten gilt Sir Everard Im Thurn auch als Pionier der ethnographischen Fotografie. 
Er war von 1919 bis 1920 Präsident der Royal Anthropological Institute of Great Britain and Ireland und Ehrendoktor der University of Edinburgh, wo auch ein Lehrstuhl nach ihm benannt wurde, sowie an der University of Sydney. 
1895 heiratete er die Botanikerin Hannah Cassels Lorimer, eine Tochter von James Lorimer. Seine Nichte Muriel heiratete 1904 den Mineralogen 
Frederick Noel Ashcroft.
Im Jahre 1933 wurde der größte Teil der umfangreichen Bibliothek von Sir Everard Im Thum durch das Londoner Antiquariat Francis Edwards Ltd. verkauft. Der Ornithologe Philip Lutley Sclater benannte 1881 den Vogel Golden-tufted Mountain-Grackle, der im Gebiet von Gran Sabana vorkommt, mit dem Synonym Macroagelaius imthurmi.

## Publikationen (Auswahl)
- 1883. Among the Indians of Guiana: being sketches, chiefly anthropologic from the interior of British Guiana, etc. Digitalisat
- 1886. Botany of Roraima Expedition.
- 1892. A tramp with Redskins.